# James McCracken
James McCracken (ur. 16 grudnia 1926 w Gary w stanie Indiana, zm. 29 kwietnia 1988 w Nowym Jorku) – amerykański śpiewak operowy, tenor.

## Życiorys
Jako dziecko należał do chóru kościelnego, w czasie II wojny światowej służył w US Navy i był członkiem chóru wojskowego. Po wojnie śpiewał w nowojorskim Roxy Theatre i na Broadwayu, występował też w Radio City Music Hall. W tym czasie odbył formalne studia muzyczne u Wellingtona Ezekiela i w 1952 roku debiutował jako śpiewak operowy w Central City w stanie Kolorado rolą Rudolfa w Cyganerii. W 1953 roku rolą Parpignola w Cyganerii debiutował na deskach nowojorskiej Metropolitan Opera, gdzie do 1957 roku występował w drobnych rolach.
W 1957 roku wyjechał do Europy, gdzie początkowo podjął studia wokalne u Marcello Conatiego w Mediolanie. W 1959 roku odniósł pierwsze wielkie sukcesy występami w Zurychu, a w 1960 roku kreował rolę Bachusa w Ariadnie na Naksos w Operze Wiedeńskiej. W 1963 roku wrócił do Metropolitan Opera, gdzie zdobył sobie uznanie jako odtwórca partii tytułowej w Otellu, a później wcielał się w role m.in. Cania w Pajacach, Hermana w Damie pikowej, Manrica w Trubadurze, Don Joségo w Carmen, Jana z Leydy w Proroku czy Tannhäusera w Tannhäuserze. Od 1963 roku gościł również na festiwalu w Salzburgu.
Był żonaty ze śpiewaczką operową Sandrą Warfield, z którą często występował razem na scenie. Wspólnie opublikowali wspomnienia pt. A Star in the Family (Nowy Jork 1971).